# Synvillan
Synvillan var göteborgshumorns namn på Sveriges Televisions och Sveriges Radios före detta lokaler vid Delsjövägen i stadsdelen Torp i Göteborg, som invigdes hösten 1970. Byggnaden ritades av Rune Falk och Armand Björkman på White arkitekter.
Huset uppfördes ursprungligen för Sveriges Radio, och första spadtaget togs den 21 mars 1968. Det övertogs av Sveriges Radio den 10 september 1970 och inflyttningen påbörjades den 14 september samma år. Invigningen skedde den 30 september 1971. Den 1 januari 1972 var huset färdigutrustat. Inklusive Scenskolan, var tomten 30 000 kvadratmeter stor och "Synvillans" volym utgjorde 80 000 kubikmeter. Byggkostnaden uppgick till 30 miljoner kronor och utrustningskostnaden till 20 miljoner. Huvudentreprenör var Kullenbergs.
Huset revs 2010. På området har uppförts bostäder, bland annat bostadsrättsföreningen Studio 1, för vilket arkitekten Johannes Norlander fick Kasper Salin-priset 2016.

## Lokaler
- Studio 1 - 600 m².
- Studio 2 - 120 m².
- Studio 3 - 35 m². Avvecklades 1990.
- LR-studio 11 - Teaterstudio på 150 m².
- LR-studio 12 - Musikstudio på 150 m².
- Replokal - 90 m².
- Snickeri - 160 m².
- Måleri - 160 m².
- Monteringshall - 320 m².
- Underhållsverkstäder - 200 m².
- Matsal med plats för 85 sittande gäster.

## Nya lokaler
Under våren 2007 flyttade verksamheten till Victor Hasselblads gamla lokaler vid Lindholmen på Norra Älvstranden på Hisingen. Byggnaden togs i bruk så sent som 2003, men efter förändringar inom Hasselblad hade man flyttat och lokalerna kunde i stället anpassas för radio- och tv-verksamhet. Det nya mediehuset vid älven har göteborgshumorn namngivit Kanalhuset.

## Efter rivningen
Under hösten 2014 började rivningstomten bebyggas, totalt med 312 bostadsrätter, 180 hyresrätter och 48 radhus. Utöver den befintliga Synvillans Gata så skapade projektet följande gator:

- Kent Anderssons Gata
- Sten-Åke Cederhöks Gata
- Nils Dahlbecks Gata
- Myggan Ericsons Gata
- Åke Falcks Gata
- Sonya Hedenbratts Gata
- Barbro Hörbergs Gata
- Jan Johanssons Gata
- Steen Priwins Gata
- Viveka Seldahls Gata
- Märta Ternstedts Gata
- Gunn Wållgrens Gata

## Kända produktioner
Bland de produktioner som fått sin tillblivelse i byggnaden kan nämnas:
- Hem till byn. Bengt Bratt, första delen 1971. Femtioandra och sista delen sändes 2006.
- Gäst hos Hagge. Började som Sommarkväll från Långedrags brygga 1973-74. Georg Rydeberg var Hagge Geigerts första gäst.
- Albert & Herbert. Far och son skrothandlare från Haga, med Sten-Åke Cederhök och Lennart Lundh/Tomas von Brömssen. Första avsnitten 1974.
- Raskens Vilhelm Moberg, med Sven Wollter och Gurie Nordwall. 1976.
- Lära för livet. Carin Mannheimers genombrott 1977.
- Guldslipsen. Gunnar Danielssons och Christer Fants rockserie. Några säsonger från 1983.
- Svenska hjärtan. Carin Mannheimers serie från 1987 om grannarna i ett radhusområde.
- Saltön. Viveca Lärn berättar om öbor i Bohuslän 2005.

## Delsjöhus
Det privata bolaget Delsjöns Servicebostäder AB, ville 1992 bygga cirka 250 bostadsrätter på en bergås, strax väster om TV-huset. Planerna förverkligades aldrig. I Göteborgs-Posten 26 januari 1992, kunde man läsa: 
"I det förslag som lagts fram för stadsbyggnadskontoret finns fem stjärnhus i sex-sju våningar placerade på höjden intill radio-TV-huset med bilinfart vid kiosken strax intill För att komma upp på kullen behövs en serpentinslinga. I en tidigare version skissades bilinfart via Skårsgatan men så blir det inte. Marken är obebyggd och kommunägd sedan 1942. Bolaget vill komma över lämplig bit av en rätt stor stadsäga. Enligt en tät tidplan skulle bygglov behövas i september i år och hela projektet vara inflyttningsklart hösten 1994. Därmed skulle man kunna utnyttja dagens konkurrens mellan byggföretagen och nå en gynnsam kostnadsbild."